# Гаплогруппа A (Y-ДНК)

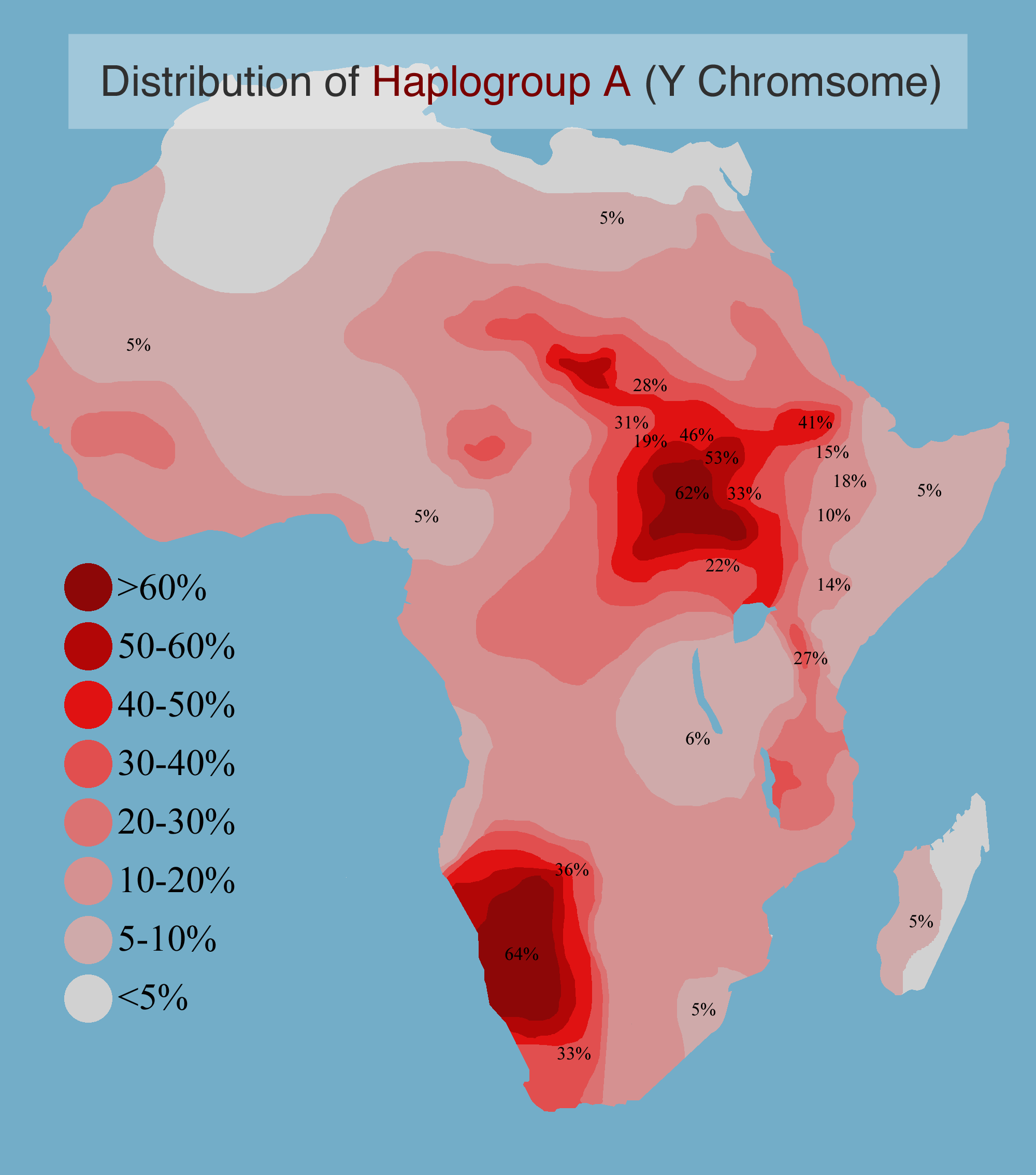
Распространение Y-хромосомной гаплогруппы A в Африке

В человеческой генетике гаплогруппа A — это Y-хромосомная гаплогруппа. Это гаплогруппа всех существующих сегодня людей, от неё происходят все другие. Как полагают, гаплогруппа A была у Y-хромосомного Адама. Она является самой старой из гаплогрупп Y-ДНК. У Homo sapiens буквой А обозначают все гаплогруппы, которые ответвились между появлением Y-хромосомного Адама (Y-MRCA, по оценкам, ок. 250 тыс. л. н.) и мутациями, определяющими гаплогруппу BT (оценивается примерно в 88 тыс. л. н. (TMRCA)).
Наиболее базальными субкладами гаплогруппы А по возрасту дивергенции являются: «А00», «А0», «А1» (также «A1a-Т») и «А2-Т». Гаплогруппа BT, предковая для всех неафриканских гаплогрупп, является субкладой гаплогруппы «А2-Т» (в нотации 2011 года).

## Происхождение
Предполагается, что в далёком прошлом человеческого рода гаплотип А, вид гаплогруппы А, возник как один из двух известных рядов поколений Y-хромосомного Адама, который является предком по мужской линии всех живущих мужчин. Большинством исследователей считается, что этот предок жил в Африке до того как люди расселились из Африки более 60 000 лет назад. По многим оценкам этот предок жил около 75 000 лет назад. Некоторые полагают, что это приблизительное время, когда люди покинули Африку. По оценке 2014 года, возникновение линии гаплогруппы A00 датируется примерно 208 300 годом до н. э. (95 % 260 200—163 900 гг. до н. э.).

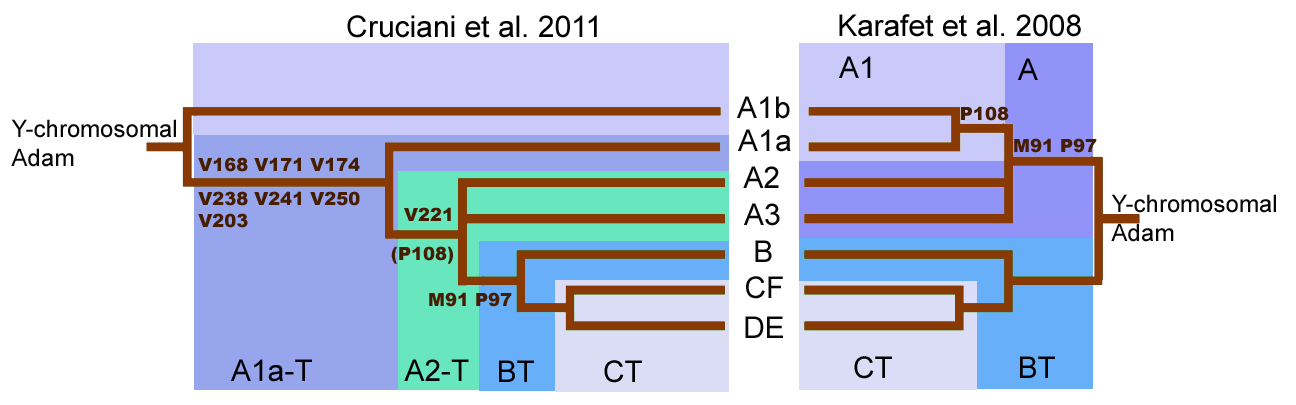
Пересмотренная Y-хромосомная родословная по Cruciani и др. 2011 по сравнению с деревом из работы Karafet и др. 2008. A1b теперь известна как A0 согласно ISOGG. A00 ещё не была открыта

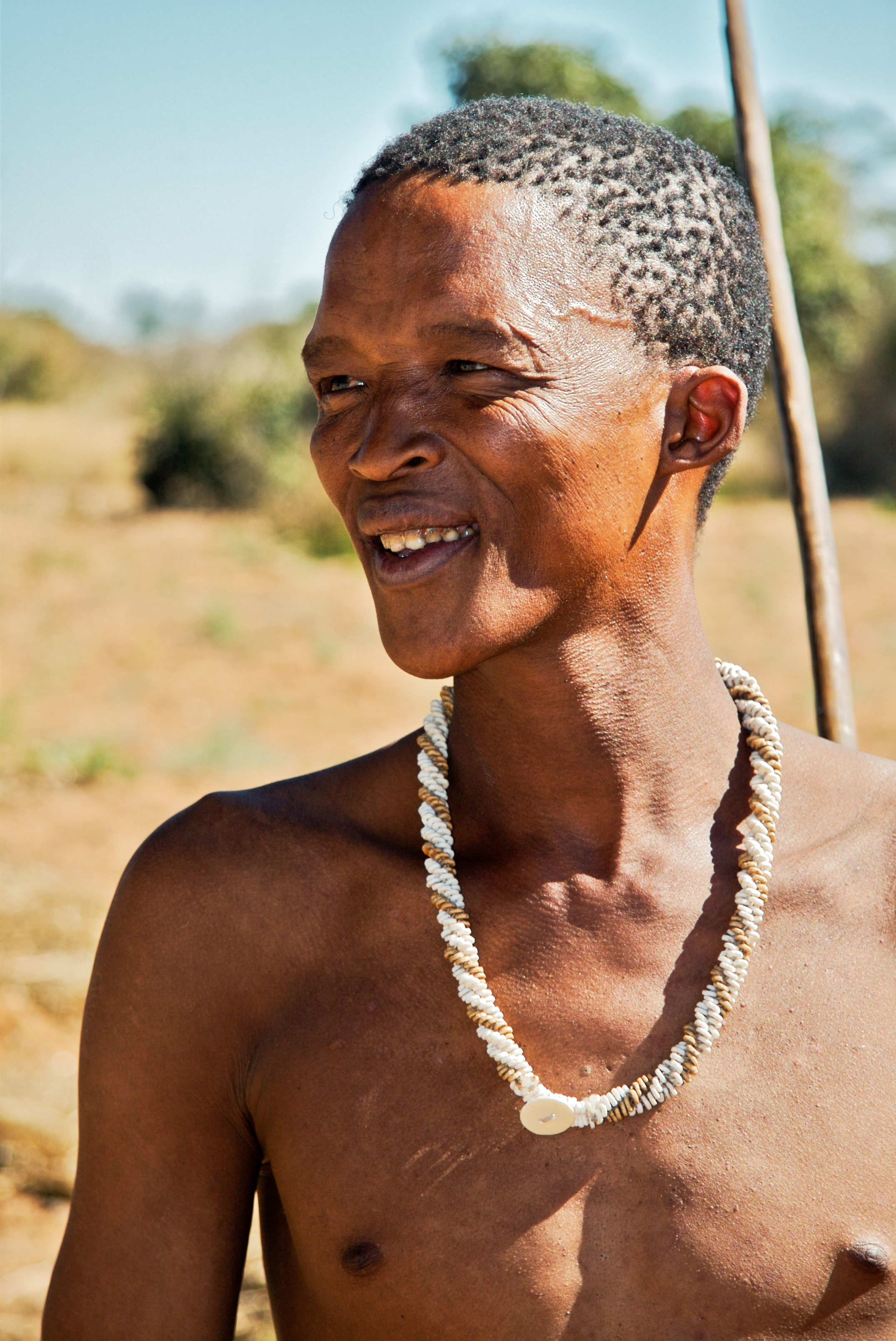
Гаплогруппа А распространена среди бушменов

### Предположения о раннем распространении
Согласно многим предположениям в отношении происхождения Y-хромосомной гаплогруппы А, оно связано с генетической основой в виде южноафриканских охотников и собирателей или происходящих от них людей, говорящих на койсанских щёлкающих языках. Предполагается, либо что эти люди возникли в Южной Африке, либо что они возникли к северу и востоку от южноафриканских пустынь (Намиб), и распространились на юг. При изучении митохондриальных геномов в группе койсанов Бехар (Behar) и др. в 2008 году обнаружили, что древние геномы койсанов ограничивались митохондриальными гаплогруппами L0d и L0k, по их оценке ранней митохондриальной ветви L0k, возникших приблизительно 144 000 лет назад, что составляет около 3/4 времени появления ближайшего митохондриального родственника (митохондриальной Евы). Оценки возраста митохондриальной Евы сильно различаются, но самые новые, основанные на последнем возможном исходе анатомически современных людей из Африки, свидетельствуют о времени приблизительно 108 000 лет назад. Из этого следует, что ответвление относится ко времени приблизительно 80 000 лет назад, но такой срок предполагает очень небольшое население в Африке и противоречит определённому согласно исследованиям Х-хромосом и аутосом наименьшему размеру популяции. Более предпочтительные оценки, относящиеся к очищающему отбору, относят ответвление митохондриальной линии L0k к периоду между 120 000 и 160 000 лет назад.
Y-хромосомные гаплогруппы A и B могли распространиться во время этого немногочисленного распространения популяции людей. Из других исследований следует, что оцениваемый размер воспроизводившейся популяции мужчин составляет около половины от размера популяции женщин, поэтому возраст ближайшего мужского родственника должен быть меньше возраста митохондриального родственника. Таким образом, удалённость точек ветвления линий A/BT в Y-хромосомной гаплогруппе А не обязательно должна быть такой же большой, как от митохондриальной линии L0k до основной точки L0/L1.

### Гипотезы смежных популяций
Археологические свидетельства предполагают, что в доисторическое время популяции, являвшиеся предшественниками койсанов, могли обитать на территориях, ограниченных с севера Эфиопией и Суданом. Расчленённое распространение гаплогруппы А может свидетельствовать о том, что она когда-то была распространена среди охотников и собирателей в Африке, но многие её субклады могли быть замещены потомками с гаплогруппой Е, которые пришли с распространением сельского хозяйства во время миграции банту. Очаги гаплогрупп A и B могли сохраниться в отдельных популяциях, таких как эфиопская, нило-суданская и пигмейская, которые были изолированы от переселяющихся земледельцев банту.
Дополнительные подтверждения древней связи между койсанами и жителями Северной Африки относятся к митохондриальным исследованиям ДНК. К жителям Эфиопии и койсанам относятся древнейшие клады как митохондриальной филогенетики людей, так и Y-хромосомной. Клады митохондриальной гаплогруппы L0 были обнаружены среди койсанов и жителей Восточной Африки (например, танзанийцев, кенийцев и эфиопов), но являются редкими или отсутствуют в других популяциях Африки.

## Распространение
Гаплогруппа A1b1a1a-M6 распространена среди койсанов, таких как бушмены, и можно предполагать, что это их наследственная гаплогруппа. К примеру, Knight и др. (2003) сообщают о 12—44 % гаплогруппы A1b1a1a-M6 среди различных племён койсанов. Удивительно, что эта гаплогруппа не была обнаружена у народа хадза из Танзании, хотя их традиционно рассматривали, как древний остаток койсанцев из-за присутствия щёлкающих согласных в их языке.
В 2001 году гаплогруппу A обнаружили у 10,3 % исследуемых оромо и 14,6 % исследуемых амхарцев в Эфиопии. Часто (41 %) встречается у эфиопских евреев (Cruciani и др. 2002), у народа бантус в Кении (14 %, Luis и др. 2004), ираку в Танзании (17 %, Knight и др. 2003), и фульбе в Камеруне (12 %, Cruciani и др. 2002). Наибольшая распространённость гаплогруппы A в Восточной Африке, однако, была обнаружена среди суданского населения: 42,5 % (Underhill и др. 2000).

## Y-хромосомный Адам
По результатам сравнения Y-хромосомы неандертальца из пещеры Эль-Сидрон и африканца с Y-хромосомной гаплогруппой A00, время появления Y-хромосомного Адама оценили в 275 тыс. лет назад (95 % доверительный интервал: 304—245 тыс. лет назад).

### A00
Все обнаруженные носители гаплогруппы A00 живут в Африке (Западный Камерун) в составе племён Nkongho-Mbo (en:Mbo people (Cameroon)) и Bangwa/Nweh (fr:Bangoua (peuple)) или являются афроамериканцами. Mendez и др. объявили об открытии ранее неизвестной гаплогруппы в 2013 году и предложили обозначение А00. Предполагаемый возраст образования новой гаплогруппы они тогда оценили в 270 тыс. л. н., что было старше текущих оценок возраста общего предка анатомически современных людей по мужской линии.
Впервые эта ранее неизвестная гаплогруппа была обнаружена в 2012 году в Y-хромосоме афроамериканца из Южной Каролины, который представил его ДНК для коммерческого генеалогического анализа (так как афроамериканца звали Альберт Перри (Albert Perry), то гаплотип также известен как «Perry’s Y»). Позже нашли гаплогруппу A00 в генетических данных одиннадцати мужчин камерунского племени Nkongho-Mbo, а затем ещё у восьми в 2015 году. Дальнейшие исследования в 2015 году показали, что самая высокая концентрация А00 выявлена в племени Bangwa/Nweh и что они находятся в отдельной подгруппе по отношению к носителям A00 из племени Nkongho-Mbo. Один человек с A00 не относится ни к одной из подгрупп.
Y-хромосомная гаплогруппа A00 обнаружена у одного образца 2/SEII из пещеры Шум Лака в Камеруне. 2/SEII и современных носителей A00 жилл ок. 31 тыс. лет до настоящего времени (95% доверительный интервал: 37000—25000 лет до н. в.).

### A0-T
Гаплогруппа A0-T сформировалась 235,9 тыс. л. н., последний общий предок современных носителей A1b1 жил 161,3 тыс. л. н. (по данным компании YFull).

#### A0
Гаплогруппа A0 произошла от мегагаплогруппы A0-T. Имеет субклады A0a и A0b.

#### A1
Подгруппа A1 очень редка. Сформировалась 161,3 тыс. л. н., время жизни общего предка современных известных носителей (TMRCA) A1 — 133,4 тыс. лет назад (дата определена по снипам компанией YFull).

##### A1a
В 2007 году семь человек из Йоркшира в Англии, обладатели редкой йоркширской фамилии, оказались носителями субклады A1a. Это означало, что у них был общий предок по отцовской линии с XVIII века, но никаких подробностей об африканской родословной не было известно. В дополнение к семи йоркширцам, известно о 25 живущих сейчас носителях подгруппы A1, имеющих западноафриканскую родословную, и о нескольких выходцах из Европы (финнах шведского происхождения, норвежцах, немцах, голландцах, бельгийцах).

##### A1b
Гаплогруппа A1b-P108(xA1b1b2a) определена у кенийского образца I8758 (Naishi Rockshelter, Pastoral_Neolithic (other), 2700—2370 лет до настоящего времени).

###### A1b1
Гаплогруппа A1b1 (снипы M11774*, M246/M11766/V2755*, FGC88933/FT1661 и др.) сформировалась 130,7 тыс. л. н., последний общий предок современных носителей A1b1 жил 126 тыс. л. н. (по данным комапнии YFull).
Пик распространения приходится на Эфиопию и нилотские народы Восточной Африки (особенно субклад A1b1b-М32).
Гаплогруппа A1b1b (снип M32) сформировалась 126 тыс. л. н., последний общий предок современных носителей A1b1b-M32 жил 55,1 тыс. л. н. (по данным компании YFull). Субклад A1b1b-М32 найден также у арабов Персидского залива и Ливана, армян, в Казахстане, на Русской равнине и Британских островах. За пределы Восточной Африки субклад A1b1b-М32 распространился как минорная ветвь в миграциях народов-носителей Y-хромосомной гаплогруппы E1b1b1-М35, со стороны Африканского Рога, в том числе и путём работорговли.
A1b1b2-L427 определили у кенийского образца I8804 (Keringet Cave (GrJg4), Pastoral_Neolithic (other), 2700—2360 л. н.).
Субклад A1b1b2a (снип М51) определён у 28,4 % бушменов Южной Африки, A1b1a1a1b-P28 — у 8,7 %, A1b1a1a1a-M114 — у 4,4 %, субклад A1b1a1a-М14 — у 2,7 %.
Подгруппа A1b1b2b-M13/PF1374 (ранее A3b2), найденная в Восточной Африке (в Эфиопии и среди нилотских народов Уганды, Кении и Танзании), отличается от найденных у койсанов подгрупп, и только отдалённо связана с ними (фактически только одна из многих подгрупп в пределах гаплогруппы A1b1). Также субклад A1b1b2b-M13 обнаружен у шотландцев и американцев шотландского происхождения, у жителей острова Сардиния (субклад A-V3663), у арабов Персидского залива и севернее, вплоть до Чехии, России, Украины и Казахстана. Разделение гаплогруппы A1b1b2-L427 на субклады A1b1b2a-M51 и A1b1b2b-М13 произошло 45,2 тыс. лет назад.
Y-хромосомную гаплогруппу A1b1b2b-M13>A1b-V5880/V3663 определили у жертвы извержения вулкана Везувий из города Помпеи
A1b1b2b-M13 определили у кенийского образца I8919 (Naivasha Burial Site, Pastoral_Neolithic (other), 2340—2160 л. н.).